# Vodnikovo náměstí

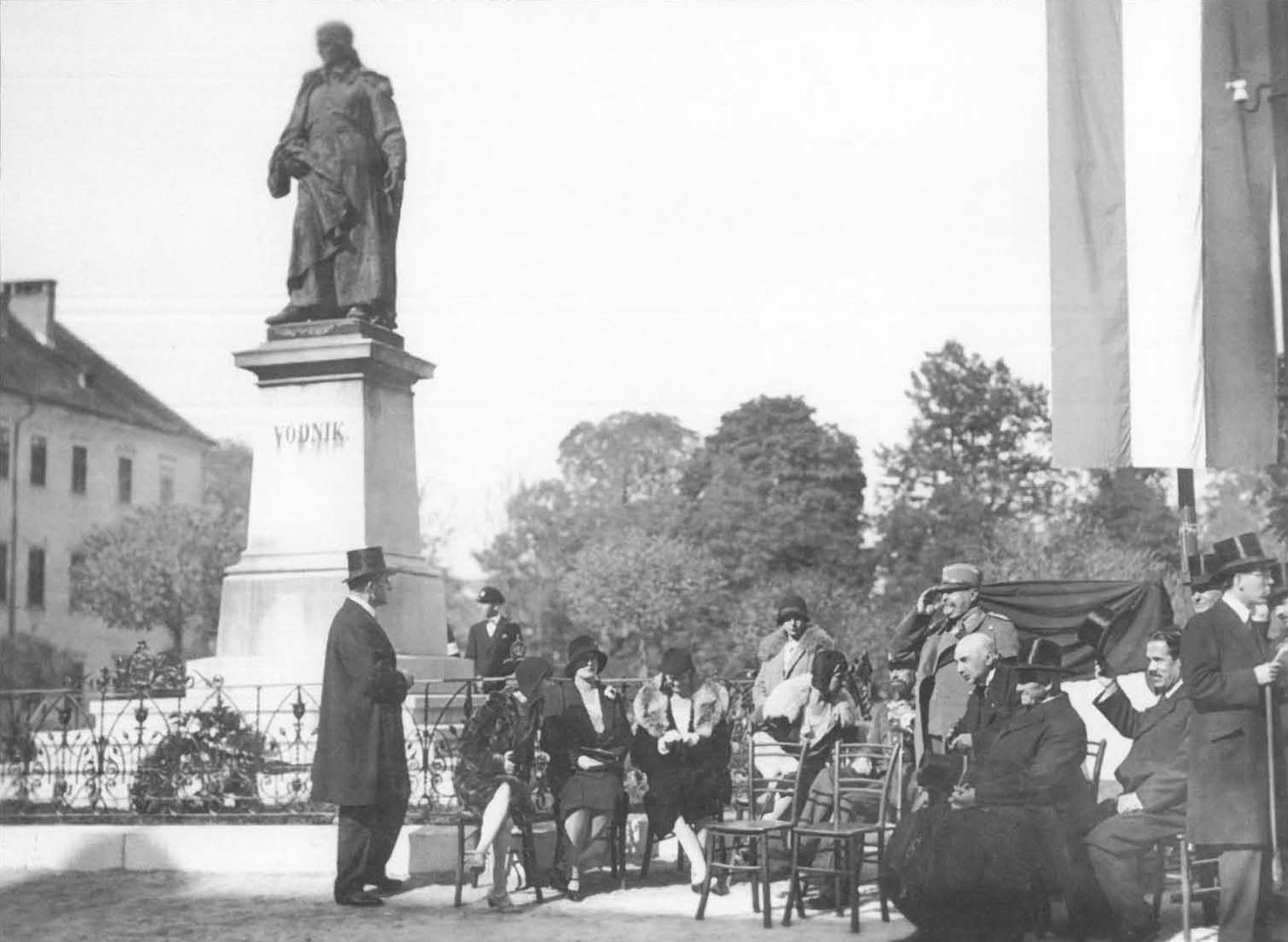
Socha s památníkem Valentina Vodnika při oslavě 120. výročí vzniku Ilyrských provincií v roce 1929

Vodnikovo náměstí (slovinsky Vodnikov trg) je náměstí ve slovinském hlavním městě Lublani (slovinsky Ljubljana). Rozkládá se jižně od řeky Lublaňky od Dračího mostu k Pogačarovu náměstí (slovinsky Pogačarjev trg) k Trojmostí.
Náměstí má jméno podle Valentina Vodnika, slovinského kněze, novináře a básníka z období pozdního osvícenství. Na jižní straně náměstí stojí také jeho památník se sochou. Ten vytvořil Alojzij Gangl a byl odhalen v roce 1889. Z náměstí, naproti pomníku, vede cesta na Hradní vrch s Lublaňským hradem.
Zemětřesení v Lublani roku 1895 zničilo starý klášter s diecézní dívčí kolejí. Poté, co byly trosky budov odstraněny, poskytlo Vodnikovo náměstí plochu pro venkovní tržnici. Současná budova Ústřední tržnice, navržená Jože Plečnikem, byla stavěna v letech 1940 až 1944.